# Pendraig milnerae
Pendraig milnerae es la única especie conocida del género extinto Pendraig (cy "dragón jefe") de dinosaurio terópodo basal que vivió a finales del período Triásico, hace aproximadamente 215 millones de años, durante el Noriense, en lo que es hoy Europa. La especie fue nombrada en homenaje de Angela Milner. El espécimen se halló en la cantera de Pant-y-Ffynnon y pertenecía a una criatura que mediría cerca de un metro de longitud.

## Descripción
El holotipo catalogado como NHMUK PV R 37591, "una serie vertebral articulada y la cintura pélvica que abarca las dos vértebras posteriores más posteriores a las que les falta la mayoría de las espinas neurales, las tres vértebras del sacro anteriores y un pequeño fragmento del centro de la cuarta vértebra sacral, un ilion izquierdo completo, un pubis izquierdo completo en su mayoría excepto por su extremo distal, un isquion izquierdo al que le falta la mayor parte de la parte distal, un pubis derecho casi completo sin el extremo distal, y un isquion derecho que carece de la mayor parte de las partes dorsal y distal", y un fémur izquierdo que es del mismo individuo se halló desarticulado del bloque principal.

## Descubrimiento e investigación

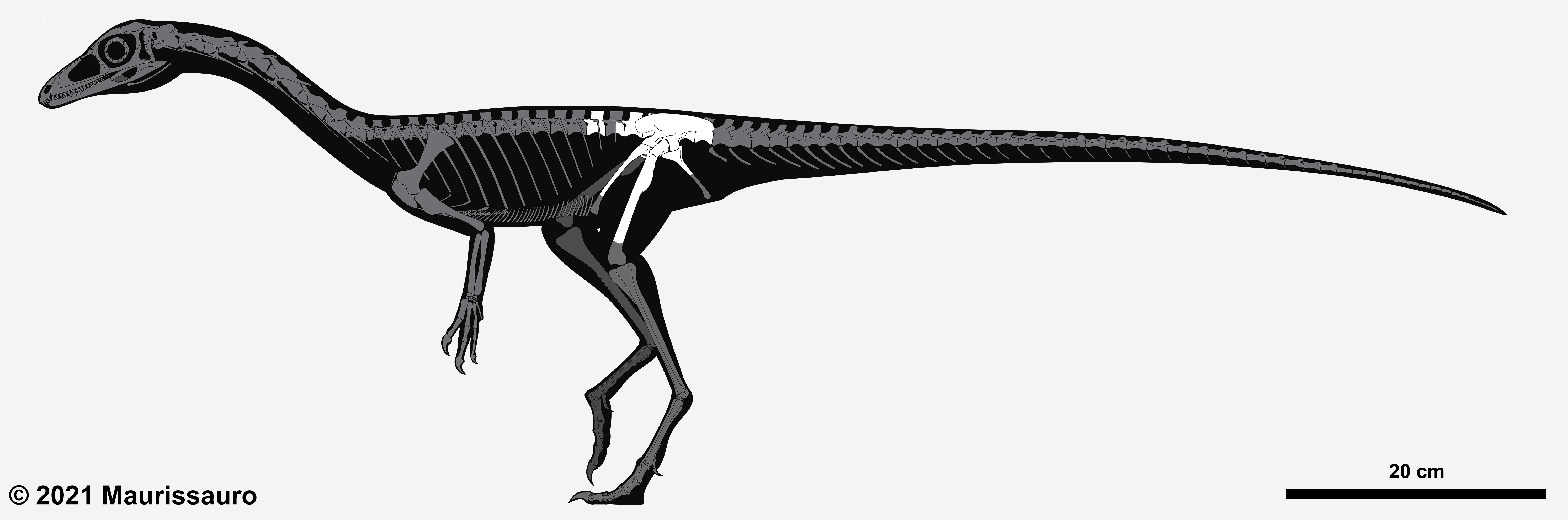
Recreación del esqueleto de Pendraig milnerae. Los elementos conocidos se representan en blanco y los inferidos en gris

El espécimen holotipo de Pendraig fue encontrado en la cantera Pant-y-ffynnon de Gales en 1952, por Kermack y Robinson junto con los holotipos de Pantydraco y Terrestrisuchus, y posteriormente se perdieron en las colecciones del Museo de Historia Natural de Londres. Originalmente se consideró que pertenecían a un "celurosaurio" (en el sentido antiguo del término) e incluso más tarde se lo clasificó como una especie de "Syntarsus" (ahora Megapnosaurus o Coelophysis). Posteriormente Angela Milner y Susannah Maidment redescubrieron los fósiles almacenados junto con algunos huesos de crocodilomorfos (probablemente de Terrestrisuchus). Estos restos fueron nombrados como un género nuevo de terópodo en 2021.

## Clasificación
Spiekman et al. determinaron que Pendraig se clasifica como un terópodo celofisoideo, en politomía con Powellvenator, Lucianovenator, y el clado que incluye a "Syntarsus" kayentakatae y la familia Coelophysidae. Su análisis se muestra a continuación:
|  | Lucianovenator                                                             |
|  |                                                                            |
|  | Pendraig                                                                   |
|  |                                                                            |
|  | Powellvenator                                                              |
|  |                                                                            |
|  | \| \| "Syntarsus" kayentakatae \| \| \| \| \| \| Coelophysidae \| \| \| \| |
|  |                                                                            |
|  | "Syntarsus" kayentakatae                                                   |
|  |                                                                            |
|  | Coelophysidae                                                              |
|  |                                                                            |

|  | "Syntarsus" kayentakatae |
|  |                          |
|  | Coelophysidae            |
|  |                          |

|  | Lucianovenator                                                             |
|  |                                                                            |
|  | Pendraig                                                                   |
|  |                                                                            |
|  | Powellvenator                                                              |
|  |                                                                            |
|  | \| \| "Syntarsus" kayentakatae \| \| \| \| \| \| Coelophysidae \| \| \| \| |
|  |                                                                            |
|  | "Syntarsus" kayentakatae                                                   |
|  |                                                                            |
|  | Coelophysidae                                                              |
|  |                                                                            |

|  | "Syntarsus" kayentakatae |
|  |                          |
|  | Coelophysidae            |
|  |                          |

## Paleoecología

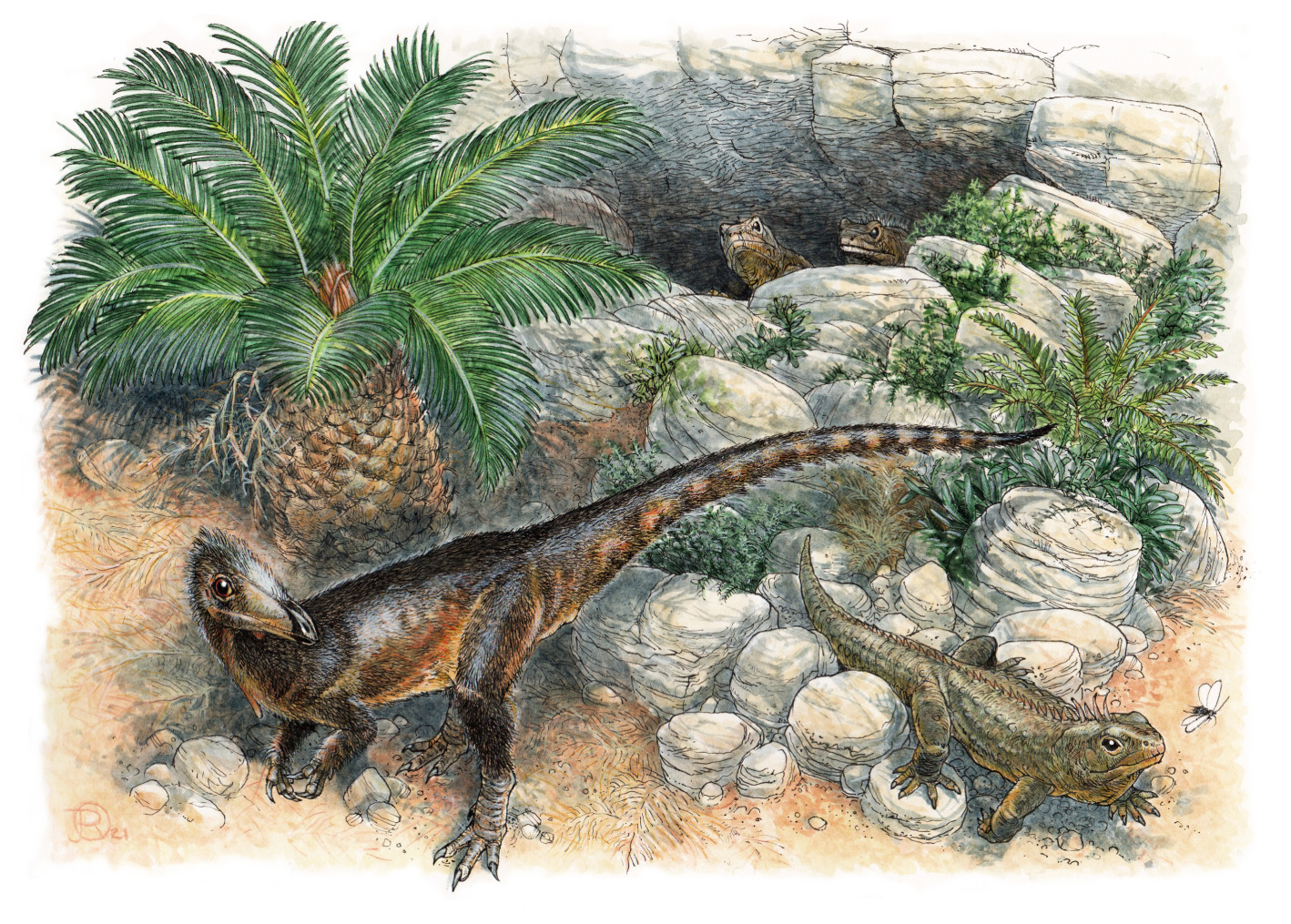
Reconstrucción en vida de Pendraig milnerae junto con tres ejemplares de Clevosaurus cambrica

Durante el Triásico Superior, las áreas del suroeste de Gran Bretaña en las que se halló a Pendraig consistían en una serie de islas compuestas por la Caliza Carbonífera que había sido plegada y empujada hacia arriba. El ambiente habría sido de bosques secos que se han descrito como parecidos a los hallados en las actuales islas Caimán. Otros animales conocidos de la cantera de Pant-y-Ffynnon que habrían vivido junto a Pendraig incluyen al enigmático pseudosuquio Aenigmaspina, el crocodilomorfo basal Terrestrisuchus, los sauropodomorfos Thecodontosaurus y Pantydraco, los rincocéfalos Clevosaurus y Diphydontosaurus, y el reptil planeador Kuehneosaurus. Con base en los patrones similares de ecosistemas isleños como las islas Caimán y Aldabra, es probable que hubieran grandes densidades de estas especies debido a la falta de grandes depredadores conocidos y de competencia de otros animales. 
Debido a su hábitat isleño, el tamaño reducido de Pendraig podría ser resultado del enanismo insular, en el cual los animales en las islas tienden a ser más pequeños para conservar los limitados recursos. Sin embargo, ya que el espécimen es de un ejemplar subadulto, podría o no ser el caso.